# 高砂香料工業
高砂香料工業株式会社（たかさごこうりょうこうぎょう、英: TAKASAGO INTERNATIONAL CORPORATION）は、日本最大の香料メーカー。本社所在地は東京都大田区蒲田5-37-1アロマスクエア17F。資本金92億円。東京証券取引所プライム市場上場企業（化学に分類）。売上高国内首位、2013年の世界市場におけるシェアは5.2％で、5番目。
1920年に甲斐荘楠香ら12名の香料技術者により創設された高砂香料を母体として、1951年に設立。現在では世界28の国と地域にてフレーバーを中核に、フレグランス・アロマイングリディエンツ・ファインケミカルの4つの事業について開発・製造・販売を展開している。
支店は大阪・名古屋・福岡、出張所・連絡所は静岡・徳島、総合研究所が平塚（神奈川県）、工場が平塚・磐田（静岡県）・鹿島（茨城県）にある。
2001年のノーベル化学賞を受賞した野依良治（名古屋大学教授）は同社の取締役のひとり。
現在、本社が置かれているアロマスクエアは同社東京工場跡地である。

## 沿革
- 1919年（大正8年）7月 - 創業者・甲斐荘楠香が丸見屋（のちミツワ石鹸）を辞職し、香料技術者12名と独立。
- 1920年（大正9年）
  - 2月 - 高砂香料株式会社を設立。本社を東京市麹町区有楽町に置く。
  - 7月 - 本社を東京府荏原郡蒲田村に移転。
- 1928年（昭和3年）1月 - 大礼記念国産振興東京博覧会でバニリン、ヘリオトロピンなど高砂香料製品が「優良国産賞」を受賞。
- 1929年（昭和4年）3月 - スイス・アロンドン商会にサフロール3 tを輸出（日本最初の香料輸出）。
- 1938年（昭和13年）7月 - 本社を台北に移転。
- 1939年（昭和14年）7月 - 高砂化学株式会社に改称。
- 1945年（昭和20年）11月 - 中国国民政府の管理下に置かれる。
- 1947年（昭和22年）3月 - 平塚工場が竣工。
- 1948年（昭和23年）8月 - 販売会社として高砂香料株式会社を設立。
- 1951年（昭和26年）2月 - 高砂化学と高砂香料が合併、高砂香料工業株式会社に改称。本社を東京に移転。
- 1963年（昭和28年）1月 - 東京証券取引所第2部に上場。
- 1968年（昭和43年）
  - 4月 - 米国ニューヨークに現地法人Takasago USA, Inc.を設立。のち1979年にニュージャージー州へ移転。
  - 11月 - 磐田工場が竣工。
- 1969年（昭和44年）8月 - 東京証券取引所第1部に上場。
- 1975年（昭和50年）5月 - シンガポールに現地法人Takasago Far East Co Pte., Ltd. (現・Takasago International (Singapore) Pte., Ltd.、連結子会社）を設立。
- 1978年（昭和53年）10月 - フランス・パリに現地法人Takasago Europe Perfumery Laboratory S.A.R.L. (現・連結子会社）を設立。
- 1980年（昭和55年）3月 - 鹿島工場が竣工。
- 1983年（昭和58年）7月 - 不斉合成によるl−メントールの製造を磐田工場で本格的に開始。
- 1988年（昭和63年）11月 - スペインのAceites Esenciales Y Derevados, S.A.の株式を30％取得[注釈 1]。
- 1992年（平成4年）1月 - ドイツ・トロイスドルフに現地法人Takasago Europe G.m.b.H（現・連結子会社）を設立。
- 1995年（平成7年）11月 - 中国の上海家化（集団）有限公司との合弁会社・上海高砂・鑑臣香料有限公司（現・連結子会社）への出資比率を60％に引き上げ、子会社化。
- 1998年（平成10年）11月 - 本社をアロマスクエアに移転。
- 2000年（平成12年）2月 - 創業80周年を迎える。
- 2001年（平成13年）1月 - 社外取締役の野依良治がノーベル化学賞を受賞。
- 2003年（平成15年）10月 - ISO9001の全社統合認証を取得。
- 2004年（平成16年）
  - 1月 - 鹿島第2工場が竣工。
  - 3月 - 分析技術研究所が試験所認定の国際規格ISO/IEC 17025を取得。
  - 11月 - 中国広東省に現地法人・高砂香料（広州）有限公司（現・連結子会社）を設立。
- 2008年（平成20年）11月 - 米国ニュージャージー州のWessel Fragrances, Inc.から事業を譲受。
- 2013年（平成25年）
  - 1月 - マダガスカルにバニラの生産拠点Takasago Madagascar S.A.、モロッコにバニラの加工拠点Takasago Morocco(SteCananga S.A.R.L.)を設立。
  - 7月 - 広島県三原市に高砂香料西日本工場株式会社を設立。2015年10月に竣工。
  - 9月 - トルコに事業所Takasago International Turkey Esans ve Aroma San. Tic. A.S.を開設。
- 2016年（平成28年）1月 - 米国ノースカロライナ州のCentre Ingredient Technology.Inc.の全株式を取得。
- 2017年（平成29年）3月 - インド・チェンナイに現地法人Takasago International（India）Pvt. Ltd.（現・連結子会社） が新工場を竣工。
- 2019年（令和元年）11月 - インドネシアに現地法人PT. Takasago International Indonesia（現・連結子会社）が新工場を竣工。
- 2020年（令和2年）2月 -  創業100周年
- 2020年（令和2年）3月 - オランダ、LAWTER　B.V.の一部株式取得
- 2021年（令和3年）2月 -  磐田プロセス開発研究所　新棟完成
- 2022年（令和4年）1月 -  アジアで初めて米国化学会「歴史的化学論文大賞」を受賞
- 2024年（令和6年）4月 -   インド・ムンバイにTakasago International India Fragrance Centre（TIIFC）を開設

## 主な事業部門

### フレーバー部門
- 清涼飲料用香料
- アイスクリームなどの冷菓用香料
- キャンディー、ガム、菓子用香料
- 調理加工食品（冷凍食品、スープ、調味料）用香料
- タバコなどに使用されるフレーバー
- 飼料用香料
- 天然香料
- その他加工用食品素材（コーヒーエキス、果汁、色素、粉末香料等）
- その他食品添加物及び関連商品

### フレグランス部門
- 香水、オーデコロン、化粧品等の香料
- 石鹸、洗剤、シャンプー等の香料
- 芳香剤、トイレタリー、ハウスホールドなどに使用される香料及び関連商品

### アロマイングリディエンツ部門
- メントール、ムスクなどの合成香料

### ファインケミカル部門
- 医薬中間体
- 写真工業薬品を含む有機電子材料などの精密化学品

## 事業所
- 本社 - 東京都大田区蒲田
- 平塚研究所 - 神奈川県平塚市
- 平塚工場 - 神奈川県平塚市
- 磐田工場 - 静岡県磐田市
- 鹿島工場 - 茨城県神栖市
- 大阪支店
- 福岡支店
- 名古屋支店
- 静岡出張所
- 徳島連絡所

## 国内関連会社
- 株式会社高砂ケミカル - 香料、化成品の製造販売及び輸入
- 株式会社高砂アロマス - 高砂グループ製品の販売及び商品の購入
- 高砂スパイス株式会社 - 香辛料、食料品の製造販売
- 高砂フードプロダクツ株式会社 - 天然系調味料、食品香料の製造販売
- 高砂珈琲株式会社 - コーヒー豆の輸入加工、コーヒーの製造販売
- 高栄産業株式会社 - 倉庫業及び洗瓶・包装業
- 高和産業株式会社 - グループの管理業務の受託
- 有限会社高砂保険サービス - グループの保険関係の代理
- 株式会社高砂インターナショナルコーポレーション - ロイヤリティの支払い他
- 南海果工株式会社 - 果汁等飲料を中心とした食料品原料の製造販売
- 高砂香料西日本工場株式会社 - 天然系調味料、食品香料の製造販売

## 海外関連会社

### アメリカ
- Takasago International Corp. (U.S.A）
- Centre Ingredient Technology.Inc.
- Takasago de Mexco S.A.de C.V.
- Takasago Fragrancias E Aromas Ltda. (Brazil)

### ヨーロッパ・アフリカ
- Takasago Europe Perfumery Laboratory S.A.R.L. (France）
- Takasago International (Deutschland) G.m.b.H.
- Takasago International (Italia) S.R.L.
- Takasago International (Espana) S.R.L. (Spain)
- Takasago (U.K.) Ltd.
- Takasago International corporation South Africa (PTY) Ltd.
- Takasago Europe G.m.b.H. (Germany)
- Takasago International Chemicals (Europe) S.A. (Spain)
- Takasago Magagascar S.A.
- STE Cananga SARL (Morocco)
- Takasago International Turkey Esans ve Aroma San. Tic. A.S.

### アジア−太平洋地域
- Takasago International (Singapore) Pte.Ltd.
- Takasago International (Philippines), Inc.
- Takasago Import And Export (Thailand) Ltd.
- Takasago International (India) Pvt.Ltd.
- P.T.Takasago Indonesia
- P.T.Takasago International Indonesia
- Takasago International Corporation (Korea)
- Takasago International Corporation (Taiwan)
- Takasago International (Malaysia) Sdn. Bhd.
- Takasago International (Pakistan) Pvt. Ltd.
- 上海高砂・鑑臣香料有限公司
- 上海高砂香料有限公司
- 高砂香料（広州）有限公司
- 厦門華日食品有限公司